# Pjotr Wladimirowitsch Miloradow
Pjotr Wladimirowitsch Miloradow (russisch Пётр Владимирович Милорадов; * 5. November 1959) ist ein ehemaliger sowjetischer Biathlet und heutiger Biathlontrainer.
Pjotr Miloradow gehörte Anfang der 1980er Jahre zu den sowjetischen Spitzenathleten im Biathlon. Seinen einzigen großen internationalen Erfolg feierte er bei den Biathlon-Weltmeisterschaften 1983 in Antholz. Im Staffelrennen gewann er in der von Wiktor Mamatow neuformierten sowjetischen Mannschaft in der Besetzung Sergei Bulygin, Algimantas Schalna, Juri Kaschkarow und Miloradow selbst als Schlussläufer überraschend die Goldmedaille vor den Teams der DDR und Norwegens. In den beiden Individualwettbewerben war er jeweils bester sowjetischer Athlet; im Sprint wurde er Fünfter und verpasste mit einem Fehlschuss als Vierter im Einzel das Podest nur um 2,7 Sekunden, als Frank Ullrich vor Frank-Peter Roetsch und Peter Angerer siegte.
Miloradow war mehrfacher sowjetischer Meister. Ihm wurde der Titel „Verdienter Meister des Sports“ verliehen. Mit der russischen Nationalmannschaft der Biathlonveteranen gewann er 2006 beim Weltcup in Kontiolahti die Silbermedaille. Er lebt in Murmansk und arbeitet als Offizieller und Trainer im Biathlonsport.